# Super Bowl XXIX
Match précédent Match suivant
Le Super Bowl XXIX est le match de clôture de la saison 1994 de la NFL de football américain (NFL). Le match s'est joué le 29 janvier 1995 au Dolphin Stadium de Miami en Floride. Il oppose les Chargers de San Diego, champions de l'American Football Conference (AFC), aux 49ers de San Francisco, champions de la National Football Conference (NFC), et voit la victoire de ces derniers. 
Les deux équipes étant de Californie, il s'agit du premier Super Bowl, et le seul à ce jour, qui se joue entre deux équipes évoluant dans le même État.

## Contexte
Ce match voit s'opposer les Chargers de San Diego aux 49ers de San Francisco. Les Chargers, après des années 1980 difficiles (saisons 1983 à 1991 sans play-offs) et une saison 1993 en demi-teinte (8 victoires pour 8 défaite, et pas de play-offs), démarrent la saison 1994 loin des favoris. Pourtant ils se révèlent d'une efficacité étonnante, menés par le Quarterback Stan Humphries (3 209 yards et 17 touchdowns cette saison là) et par une solide défense, et parviennent à finir premiers de leur division avec 11 victoires et 5 défaites. Malgré des matchs difficiles en play-offs (un compliqué 22-21 contre les Dolphins en Division), ils parviennent finalement à arracher leur ticket pour le Super Bowl XXIX.
Les 49ers, quant à eux, affichent le schéma inverse. Après une décennie 80 incroyable, en remportant quatre Super Bowl et en réussissant à atteindre le total d'au moins 10 victoires par saison depuis 1983, ils sont portés en favoris dès le début de la saison 1994. Sous l'impulsion du Quarterback Steve Young, ils font appliquer les prévisions et réalisent ainsi une excellente saison en terminant avec 13 victoires pour seulement 3 défaites. L'attaque puissante des 49ers se montrera plus féroce encore lors des play-offs, ridiculisant par exemple en Division les Bears par un score de 44-15. Ils arrivent en tout cas au Super Bowl en toute confiance.

## Le match
| Score    | Q1 | Q2 | Q3 | Q4 | Total |
| Chargers | 7  | 3  | 8  | 8  | 26    |
| 49ers    | 14 | 14 | 14 | 7  | 49    |

1er Quart Temps
- SF- TD : Jerry Rice sur une passe de 44 yards de Steve Young (transformé) SF 7-0
- SF- TD : Ricky Watters sur une passe de 51 yards de Steve Young (transformé) SF 14-0
- SD- TD : Natrone Means après une course de 1 yard (transformé) SF 14-7

2e Quart Temps
- SF- TD : William Floyd sur une passe de 5 yards de Steve Young (transformé) SF 21-7
- SF- TD : Ricky Watters sur une passe de 8 yards de Steve Young (transformé) SF 28-7
- SD- FG : John Carney sur un field goal à 31 yards SF 28-10

3e Quart Temps
- SF- TD : Ricky Watters après une course de 9 yards (transformé) SF 35-10
- SF- TD : Jerry Rice sur une passe de 15 yards de Steve Young (transformé) SF 42-10
- SD- TD : Andre Coleman sur un retour de kickoff de 95 yards (deux points convertis) SF 42-18

4e Quart Temps
- SF- TD : Jerry Rice sur une passe de Steve Young (transformé) SF 49-18
- SD- TD : Tony Martin sur une passe de 30 yards de Stan Humphries (deux points convertis) SF 49-26

Les 49ers ont dominé la rencontre du début à la fin, et jamais les Chargers n'ont semblé pouvoir se remettre du premier touchdown (inscrit dès le premier drive du match). Steve Young, désigné MVP (Most Valuable Player) du match, laissera, comme tout le reste de son équipe, éclater sa joie, en déclarant qu'il trouvait incroyable que le premier match de sa carrière où il inscrivait 6 touchdowns était celui du Super Bowl.
Au total, le wide receiver Jerry Rice a reçu 10 passes pour 149 yards et 3 touchdowns. Quant au running back Ricky Watters, il a couru pour 49 yards et 1 touchdown, tout en recevant également pour 61 yards et 2 touchdowns.

## Titulaires
| San Diego         | Postes  | San Francisco     |
| ----------------- | ------- | ----------------- |
| Attaque           |         |                   |
| Shawn Jefferson   | WR      | John Taylor       |
| Harry Swayne      | LT      | Steve Wallace     |
| Isaac Davis       | LG      | Jesse Sapolu      |
| Courtney Hall     | C       | Bart Oates        |
| Joe Cocozzo       | RG      | Derrick Deese     |
| Stan Brock        | RT      | Harris Barton     |
| Duane Young       | TE      | Brent Jones       |
| Mark Seay         | WR      | Jerry Rice        |
| Stan Humphries    | QB      | Steve Young       |
| Alfred Pupunu     | TE / RB | Ricky Watters     |
| Natrone Means     | RB      | William Floyd     |
| Défense           |         |                   |
| Chris Mims        | DE      | Dennis Brown      |
| Shawn Lee         | DT      | Bryant Young      |
| Reuben Davis      | DT      | Dana Stubblefield |
| Leslie O'Neal     | DE      | Rickey Jackson    |
| David Griggs      | LB      | Lee Woodall       |
| Dennis Gibson     | LB      | Gary Plummer      |
| Junior Seau       | LB      | Ken Norton, Jr.   |
| Darrien Gordon    | CB      | Eric Davis        |
| Dwayne Harper     | CB      | Deion Sanders     |
| Darren Carrington | SS      | Tim McDonald      |
| Stanley Richard   | FS      | Merton Hanks      |